# Easton (Maryland)
Easton è un comune degli Stati Uniti d'America, situato nello stato del Maryland, nella contea di Talbot, della quale è il capoluogo. Vi sorge la Cattedrale della Trinità.